# Prvenstvo Splitskog nogometnog podsaveza 1953./54.
Prvenstvo Splitskog nogometnog podsaveza je u sezoni 1953./54. predstavljalo ligu četvrtog ranga nogometmog prvenstva Jugoslavije. 
 
Sudjelovalo je 13 klubova, a ligu je osvojio "Zadar".

## Ljestvica
| Poredak | Klub                  | Utakmica | Pobjeda | Neodlučeno | Poraza | Postigli golova | Primili golova | Gol-razlika | Bodova |
| ------- | --------------------- | -------- | ------- | ---------- | ------ | --------------- | -------------- | ----------- | ------ |
| 1.      | Zadar                 | 24       | 13      | 6          | 5      | 42              | 28             | +14         | 32     |
| 2.      | Zmaj Makarska         | 24       | 12      | 5          | 7      | 51              | 26             | +25         | 29     |
| 3.      | Dalmatinac Split      | 24       | 11      | 5          | 8      | 53              | 40             | +13         | 27     |
| 4.      | Solin                 | 24       | 10      | 6          | 8      | 49              | 40             | +9          | 26     |
| 5.      | Jadran Kaštel Sućurac | 24       | 11      | 4          | 9      | 38              | 36             | +2          | 26     |
| 6.      | Dubrovnik             | 24       | 9       | 5          | 10     | 58              | 52             | +6          | 26     |
| 7.      | Val Kaštel Stari      | 24       | 11      | 4          | 9      | 47              | 46             | +3          | 24     |
| 8.      | Junak Sinj            | 24       | 9       | 5          | 10     | 51              | 53             | -2          | 23     |
| 9.      | DOŠK Drniš            | 24       | 8       | 6          | 10     | 44              | 52             | -8          | 22     |
| 10.     | Dinara Knin           | 24       | 9       | 3          | 12     | 46              | 48             | -4          | 21     |
| 11.     | Arbanasi Zadar        | 24       | 8       | 4          | 12     | 35              | 57             | -22         | 20     |
| 12.     | Slaven Trogir         | 24       | 7       | 5          | 12     | 32              | 43             | -11         | 19     |
| 13.     | Naprijed Vis          | 24       | 7       | 5          | 12     | 32              | 43             | -11         | 19     |

## Rezultatska križaljka
| kratica | klub                  | ARB | DAL | DIN | DOŠK | DUB | JAD | JUN | NAP | SLA | SOL | VAL | ZAD | ZMAJ |
| --- | --------------------- | --- | --- | --- | ---- | --- | --- | --- | --- | --- | --- | --- | --- | ---- |
| ARB | Arbanasi Zadar        |     |     |     |      |     |     |     |     |     |     |     |     |      |
| DAL | Dalmatinac Split      |     |     |     |      |     |     |     |     |     |     |     |     |      |
| DIN | Dinara Knin           |     |     |     |      |     |     |     |     |     |     |     |     |      |
| DOŠK | DOŠK Drniš            |     |     |     |      |     |     |     |     |     |     |     |     |      |
| DUB | Dubrovnik             |     |     |     |      |     |     |     |     |     |     |     |     |      |
| JAD | Jadran Kaštel Sućurac |     |     |     |      |     |     |     |     |     |     |     |     |      |
| JUN | Junak Sinj            |     |     |     |      |     |     |     |     |     |     |     |     |      |
| NAP | Naprijed Vis          |     |     |     |      |     |     |     |     |     |     |     |     |      |
| SLA | Slaven Trogir         |     |     |     |      |     |     |     |     |     |     |     |     |      |
| SOL | Solin                 |     |     |     |      |     |     |     |     |     |     |     |     |      |
| VAL | Val Kaštel Stari      |     |     |     |      |     |     |     |     |     |     |     |     |      |
| ZAD | Zadar                 |     |     |     |      |     |     |     |     |     |     |     |     |      |
| ZMAJ | Zmaj Makarska         |     |     |     |      |     |     |     |     |     |     |     |     |      |
| |                       |     |     |     |      |     |     |     |     |     |     |     |     |      |
| podebljan rezultat - utakmice od 1. do 13. kola (1. utakmica između klubova) rezultat normalne debljine - utakmice od 14. do 26. kola (2. utakmica između klubova) rezultat nakošen - nije vidljiv redoslijed odigravanja međusobnih utakmica iz dostupnih izvora rezultat nakošen i smanjen * - iz dostupnih izvora nije uočljiv domaćin susreta prekrižen rezultat - poništena ili brisana utakmica p - utakmica prekinuta 3:0 p.f. / 0:3 p.f. - rezultat 3:0 bez borbe |                       |     |     |     |      |     |     |     |     |     |     |     |     |      |

 Izvori: 

## Poveznice
- Grupno prvenstvo Splitskog nogometnog podsaveza 1953./54.